# Jogos Regionais
Os Jogos Regionais são disputados pelas representações municipais do estado de São Paulo e realizados anualmente pela Secretaria da Juventude, Esporte e Lazer, em conjunto com os municípios–sede. Normalmente são realizados no mês de julho. As competições são realizadas em oito regiões esportivas.

## História
Os Jogos Regionais tiveram início em 1950, na cidade de Presidente Prudente, oeste do estado com a finalidade da revelação de novos talentos. Desde aquela época, os campeonatos que se realizavam em algumas regiões paulistas evoluíram e se tornaram eliminatórios para Jogos Abertos do Interior.
Em 1953, os Jogos do IV Campeonato Aberto da Alta Sorocabana que havia voltado a ser em Presidente Prudente, foram incluídos no calendário oficial de eventos esportivos do Departamento de Educação Física do Estado de São Paulo (DEFE), atual Secretaria da Juventude, Esporte e Lazer do Estado de São Paulo.
Nesta edição participaram 1.200 jovens, de 22 municípios e foram disputadas as modalidades de basquetebol, voleibol, tênis de mesa, atletismo, ciclismo, xadrez e beisebol.
Nesse ano, também foi oficializado pelo calendário do DEFE os II Jogos Nordestinos, que reuniram em Araçatuba dezesseis cidades e cerca de mil atletas, tendo ainda a participação do município de Campo Grande (MS).
A denominação oficial só foi instituída em 1956.
Em 1957 além dos Jogos Nordestinos, que foi realizado em Campo Grande (MS) e do Campeonato Aberto da Alta Sorocabana, surgiu oficialmente os Jogos do Vale do Paraíba, com primeira cidade sede São José dos Campos e os Jogos Araraquarense que aconteceu de forma não oficial, mas em colaboração da DEFE, na cidade em São José do Rio Preto.
Em 1958, a região Araraquarense teve seus Jogos oficializados e, em caráter experimental, o DEFE organizou os Jogos da Paulista e Alta Paulista e da Média e Alta Mogiana, e no ano seguinte, 1959, a organização oficial dos Jogos Regionais do interior com o Estado de São Paulo sendo dividido em 8 (oito) regiões: Alta Sorocaba, Nordestino, Vale do Paraíba, Araraquarenses, Média e Alta Mogiana, Paulista e Alta Paulista.
Também em 1958, de 27 a 31 de julho, realizou-se em Piracicaba os "Jogos da Paulista".
Em 1962, com o crescimento dos eventos e do interesse da comunidade esportiva de São Paulo, os Jogos Regionais passaram a abranger, além dessas oito regiões citadas, mais duas áreas, o Litoral e a Zona Sul. Nesse ano houve os 5º Jogos da Paulista, que foram realizados em São Carlos pela primeira vez desde a sua implantação.
Em 1975, houve o 6º jogos regionais da Zona Leste do Estado, na cidade de São Carlos, no qual Campinas foi a campeã e São Carlos a vice.
A partir de 1984, os Jogos Regionais passaram a ser disputados em seis zonas. Foram desmembrados os Jogos Regionais da Zona Sudeste, criando-se os Jogos Regionais do Vale do Paraíba e Litoral Norte, ficando assim estruturados: Zona Norte; Zona Leste; Zona do Vale do Paraíba e Litoral Norte; Zona Sudeste; Zona Centro-oeste.
A partir de 1988, os Jogos Regionais passaram a ser realizados por regiões esportivas. Atualmente, com a emissão da Portaria G. CEL 08/2004, os Jogos foram divididos em 8 (oito) regiões esportivas com suas subdivisões.
Os Jogos Regionais, durante todos esses anos, têm alcançado seu objetivo de promover a massificação e o intercâmbio esportivo, contando com um número, cada vez maior, de atletas e de municípios inscritos, revelando valores como Hortência Marcari e Magic Paula, no basquetebol, Aurélio Miguel, no judô, e Cláudio Kano, no tênis de mesa, entre outros.
O brilho de muitas equipes como de voleibol e ciclismo, do Pirelli, o basquetebol masculino, de Franca e de Rio Claro, e o feminino, de Sorocaba e de Piracicaba, do voleibol, da Olimpikus, entre tantas outras, conferem um espetáculo à parte, para os aficionados do esporte amador, que têm, nestes certames, a oportunidade de aplaudir, de perto, grandes estrelas do cenário esportivo nacional.
Os jogos são sempre realizados, no mês de julho, para que coincidam com as férias escolares e as escolas possam ser utilizadas como alojamentos ou até como instalações esportivas.
As cidades de Campinas e Piracicaba são as maiores campeãs dos Jogos Regionais em suas respectivas regiões.

## Algumas edições dos Jogos Regionais

### Cada ano tem sedes determinadas

#### No ano de 2005 a cidade sede foi
18 a 31 de julho de 2005
- 3.ª Região - São Carlos

#### No ano de 2010 as cidades sedes foram
07 a 17 de julho de 2010
- 1.ª Região - Guarujá
- 3.ª Região - Lins Lins
- 5.ª Região - Sertãozinho[ligação inativa]
- 7.ª Região - Assis

21 a 31 de julho de 2010
- 2.ª Região - Taubaté
- 4.ª Região - Americana
- 6.ª Região - Ilha Solteira
- 8.ª Região - Itu

#### No ano de 2013 a cidade sede foi
17 a 27 de julho de 2013
- 3.ª Região - São Carlos[13]

#### No ano de 2018 a cidade sede foi
9 a 13 de julho de 2018
- 3.ª Região - São Carlos

## Modalidades
| - Atletismo - Atletismo paralímpico - Basquetebol - Biribol - Bocha - Capoeira - Ciclismo - Damas - Futebol - Futsal - Ginástica artística - Ginástica rítmica | - Handebol - Judô - Karatê - Malha - Natação - Natação paralímpica - Taekwondo - Tênis - Tênis de mesa - Vôlei de praia - Voleibol - Xadrez |

## Regiões esportivas atuais
- 1.ª Região Esportiva: Grande São Paulo
- 2.ª Região Esportiva: São José dos Campos
- 3.ª Região Esportiva: Bauru
- 4.ª Região Esportiva: Campinas
- 5.ª Região Esportiva: Ribeirão Preto
- 6.ª Região Esportiva: São José do Rio Preto
- 7.ª Região Esportiva: Presidente Prudente
- 8.ª Região Esportiva: Sorocaba

### Divisão das regiões esportivas atuais

#### 1.ª Região Esportiva
DRJEL da Grande São Paulo
IRJEL de Osasco - Osasco, Barueri, Carapicuíba, Cotia, Embu, Embu-Guaçu, Itapecerica da Serra, Jandira, Juquitiba, Pirapora do Bom Jesus, Santana do Parnaíba, São Lourenço da Serra, Taboão da Serra e Vargem Grande Paulista.
IRJEL de Santo André - Santo André, Diadema, Mauá, Rio Grande da Serra, Ribeirão Pires, São Bernardo do Campo, São Caetano do Sul.
DRJEL de Santos - Santos, Bertioga, Cubatão, Guarujá, Praia Grande, São Vicente.
IRJEL de Itanhaém - Itanhaém, Itariri, Mongaguá, Peruíbe, Pedro de Toledo.

#### 2.ª Região Esportiva
DRJEL de São José dos Campos - São José dos Campos, Igaratá, Jacareí, Jambeiro, Monteiro Lobato, Paraibuna, Santa Branca, Santa Isabel.
IRJEL de Guarulhos - Guarulhos, Caieiras, Cajamar, Francisco Morato, Franco da Rocha, Mairiporã.
IRJEL de Caraguatatuba - Caraguatatuba, Ilhabela, São Sebastião, Ubatuba.
IRJEL de Cruzeiro - Cruzeiro, Arapeí, Areias, Bananal, Lavrinhas, Piquete, Queluz, São José do Barreiro, Silveiras.
IRJEL de Guaratinguetá - Guaratinguetá, Aparecida, Cachoeira Paulista, Canas, Cunha, Lagoinha, Lorena, Potim, Roseira.
IRJEL de Mogi das Cruzes - Mogi das Cruzes, Arujá, Biritiba Mirim, Ferraz de Vasconcelos, Guararema, Itaquaquecetuba, Poá, Salesópolis, Suzano.
IRJEL de Pindamonhangaba - Pindamonhangaba, Caçapava, Campos do Jordão, Natividade da Serra, Redenção da Serra, São Luiz do Paraitinga, Santo Antonio do Pinhal, São Bento do Sapucaí, Taubaté, Tremembé.

#### 3.ª Região Esportiva
DRJEL de Bauru - Bauru, Agudos, Arealva, Avaí, Balbinos, Borebi, Cabrália Paulista, Duartina, Iacanga, Lençóis Paulista, Lucianópolis, Macatuba, Paulistânia, Pederneiras, Pirajuí, Piratininga, Presidente Alves, Reginópolis, Ubirajara, Uru.
IRJEL de Botucatu - Botucatu, Anhembi, Areiópolis, Itatinga, Pardinho, Pratânia, São Manuel, Torre de Pedra.
IRJEL de Jaú - Jaú, Bariri, Barra Bonita, Bocaina, Boraceia, Dois Córregos, Igaraçu do Tietê, Itaju, Itapuí, Mineiros do Tietê.
IRJEL de Lins - Lins, Cafelândia, Getulina, Guaiçara, Guaimbé, Guarantã, Pongaí, Promissão, Sabino.
IRJEL de Piracicaba - Piracicaba, Águas de São Pedro, Capivari, Charqueada, Mombuca, Rio das Pedras, Saltinho, Santa Maria da Serra, São Pedro.
IRJEL de São Carlos - São Carlos, Analândia, Brotas, Descalvado, Dourado, Ibaté, Itirapina, Porto Ferreira, Pirassununga, Ribeirão Bonito, Santa Cruz da Conceição, Santa Rita do Passa Quatro, Torrinha.

#### 4.ª Região Esportiva
DRJEL de Campinas - Campinas, Americana, Santa Barbara D'Oeste, Artur Nogueira, Cosmópolis, Elias Fausto, Engenheiro Coelho, Hortolândia, Indaiatuba, Itatiba, Jaguariúna, Monte Mór, Nova Odessa, Paulínia, Sumaré, Valinhos, Vinhedo.
IRJEL de Amparo - Amparo, Águas de Lindoia, Lindoia, Monte Alegre do Sul, Pedra Bela, Pedreira, Pinhalzinho, Serra Negra, Socorro, Tuiuti.
IRJEL de Atibaia - Atibaia, Bragança Paulista, Bom Jesus dos Perdões, Joanópolis, Nazaré Paulista, Piracaia, Vargem.
IRJEL de Limeira - Limeira, Araras, Conchal, Iracemápolis, Leme.
IRJEL de Mogi Guaçu – Mogi Guaçu, Estiva Gerbi, Holambra, Itapira, Mogi Mirim, Santo Antônio de Posse.
IRJEL de Rio Claro - Rio Claro, Cordeirópolis, Corumbataí, Ipeúna, Santa Gertrudes.
IRJEL de São João da Boa Vista - São João da Boa Vista, Aguaí, Águas da Prata, Espírito Santo do Pinhal, Santo Antonio do Jardim, Vargem Grande do Sul.
IRJEL de São José do Rio Pardo - São José do Rio Pardo, Casa Branca, Caconde, Divinolândia, Itobi, Mococa, Santa Cruz das Palmeiras, São Sebastião da Grama, Tambaú, Tapiratiba.

#### 5.ª Região Esportiva
DRJEL de Ribeirão Preto - Ribeirão Preto, Barrinha, Cravinhos, Dumont, Jardinópolis, Luis Antonio, Pontal, Santa Rosa do Viterbo, Serrana, Sertãozinho, São Simão.
IRJEL de Batatais - Batatais, Altinópolis, Brodowski, Cajuru, Cássia dos Coqueiros, Santo Antonio da Alegria, Santa Cruz da Esperança, Serra Azul.
DRJEL de Franca - Franca, Cristais Paulista, Itirapuã, Jeriquara, Patrocínio Paulista, Pedregulho, Restinga, Ribeirão Corrente, Rifaina, São José da Bela Vista.
IRJEL de Ituverava - Ituverava, Aramina, Buritizal, Guará, Igarapava, Miguelópolis.
IRJEL de São Joaquim da Barra - São Joaquim da Barra, Ipuã, Morro Agudo, Nuporanga, Orlândia, Sales Oliveira.
DRJEL de Barretos - Barretos, Colina, Colômbia, Guaíra, Jaborandi.
IRJEL de Bebedouro - Bebedouro, Monte Azul Paulista, Pirangi, Pitangueiras, Taquaral, Terra Roxa, Viradouro.
DRJEL de Araraquara - Araraquara, Américo Brasiliense, Boa Esperança do Sul, Gavião Peixoto, Guatapará, Motuca, Nova Europa, Rincão, Santa Lucia, Tabatinga, Trabiju.
IRJEL de Jaboticabal - Jaboticabal, Guariba, Monte Alto, Pradópolis, Vista Alegre do Alto, Taiaçu, Taiuva.
IRJEL de Taquaritinga - Taquaritinga, Borborema, Cândido Rodrigues, Dobrada, Fernando Prestes, Ibitinga, Itápolis, Matão, Santa Ernestina.

#### 6.ª Região Esportiva
DRJEL de São José do Rio Preto - São José do Rio Preto, Adolfo, Bady Bassitt, Balsamo, Cedral, Guapiaçu, Ipiguá, Jaci, José Bonifácio, Mendonça, Mirassol, Mirassolândia, Nova Aliança, Nova Granada, Palestina, Potirendaba, Orindiúva, Onda Verde, Sales, Ubarana, Uchôa.
IRJEL de Catanduva - Catanduva, Ariranha, Catiguá, Elisiário, Ibirá, Irapuã, Itajobi, Marapoama, Novais, Novo Horizonte, Palmares Paulista, Paraíso, Pindorama, Santa Adélia, Urupês.
IRJEL de Fernandópolis - Fernandópolis, Estrela D’Oeste, Guarani D’Oeste, Indiaporã, Macedônia, Meridiano, Mira Estrela, Ouroeste, Pedranópolis, São João das Duas Pontes.
IRJEL de Jales - Jales, Aspásia, Dirce Reis, Dolcinópolis, Mesópolis, Palmeira D’Oeste, Paranapuã, Pontalinda, Populina, Santa Albertina, Santa Salete, São Francisco, Turmalina, Urânia, Vitória Brasil.
IRJEL de Monte Aprazível - Monte Aprazível, Neves Paulista, Nipoã, Planalto, Poloni, Sebastianópolis do Sul, Tanabi, União Paulista.
IRJEL de Olímpia - Olímpia, Altair, Cajobi, Embaúba, Guaraci, Icém, Paulo de Faria, Severínia, Tabapuã.
IRJEL de Votuporanga - Votuporanga, Álvares Florence, Américo de Campos, Cardoso, Cosmorama, Floreal, Macaubal, Monções, Nhandeara, Parisi, Pontes Gestal, Riolândia, Valentim Gentil.
DRJEL de Araçatuba - Araçatuba, Auriflama, Bento de Abreu, Brejo Alegre, Gastão Vidigal, General Salgado, Guararapes, Guzolândia, Ilha Solteira, Magda, Nova Castilho, Nova Luzitânia, Pereira Barreto, Rubiácea, Santo Antonio do Aracanguá, São João de Iracema, Sud Mennucci, Valparaíso.
IRJEL de Andradina - Andradina, Castilho, Guaraçaí, Itapura, Lavínia, Mirandópolis, Murutinga do Sul, Nova Independência, Suzanápolis.
IRJEL de Birigui - Birigui, Bilac, Buritama, Clementina, Coroados, Gabriel Monteiro, Glicério, Piacatu, Lourdes, Turiúba, Zacarias.
IRJEL de Penápolis - Penápolis, Alto Alegre, Avanhandava, Barbosa, Braúna, Luiziânia, Santópolis do Aguapeí.
IRJEL de Santa Fé do Sul - Santa Fé do Sul, Aparecida D’Oeste, Marinópolis, Nova Canaã Paulista, Rubineia, Santana da Ponte Pensa, Santa Clara D’Oeste, Santa Rita D’Oeste, Três Fronteiras.

#### 7.ª Região Esportiva
DRJEL de Presidente Prudente - Presidente Prudente, Alfredo Marcondes, Álvares Machado, Anhumas, Caiabu, Estrela do Norte, Iepê, Indiana, João Ramalho, Martinópolis, Nantes, Narandiba, Pirapozinho, Rancharia, Regente Feijó, Santo Expedito, Taciba, Tarabai.
IRJEL de Adamantina - Adamantina, Flora Rica, Flórida Paulista, Irapuru, Lucélia, Mariápolis, Pacaembu, Pracinha.
IRJEL de Dracena - Dracena, Junqueirópolis, Monte Castelo, Nova Guataporanga, Ouro Verde, Panorama, Pauliceia, Santa Mercedes, São João do Pau D’Alho, Tupi Paulista.
IRJEL de Osvaldo Cruz - Osvaldo Cruz, Inúbia Paulista, Parapuã, Rinópolis, Sagres, Salmourão.
IRJEL de Presidente Venceslau - Presidente Venceslau, Caiuá, Emilianópolis, Euclides da Cunha Paulista, Marabá Paulista, Mirante do Paranapanema, Piquerobi, Presidente Bernardes, Presidente Epitácio, Ribeirão dos Índios, Rosana, Sandovalina, Santo Anastácio, Teodoro Sampaio.
DRJEL de Marília - Marília, Álvaro de Carvalho, Alvinlândia, Echaporã, Fernão, Julio Mesquita, Gália, Garça, Lupércio, Ocauçu, Oriente, Oscar Bressane, Pompeia, Vera Cruz.
IRJEL de Assis - Assis, Borá, Cândido Mota, Cruzália, Florínea, Lutécia, Maracaí, Palmital, Paraguaçu Paulista, Pedrinhas Paulista, Platina, Tarumã.
IRJEL de Ourinhos - Ourinhos, Bernardino de Campos, Campos Novos Paulista, Canitar, Chavantes, Espírito Santo do Turvo, Ibirarema, Ipauçu, Óleo, Ribeirão do Sul, Salto Grande, Santa Cruz do Rio Pardo, São Pedro do Turvo, Timburi.
IRJEL de Piraju - Piraju, Coronel Macedo, Fartura, Manduri, Sarutaiá, Taguaí, Taquarituba, Tejupá.
IRJEL de Tupã - Tupã, Arco Iris, Bastos, Herculândia, Iacri, Quatá, Queiroz, Quintana.

#### 8.ª Região Esportiva
DRJEL de Sorocaba - Sorocaba, Alumínio, Araçariguama, Araçoiaba da Serra, Cabreúva, Ibiúna, Itapevi, Itu, Mairinque, Piedade, Pilar do Sul, Salto, Salto de Pirapora, São Roque, Tapiraí, Votorantim.
IRJEL de Avaré - Avaré, Águas de Santa Bárbara, Arandu, Cerqueira Cesar, Iaras, Itaí.
IRJEL de Itapetininga - Itapetininga, Alambari, Angatuba, Campina do Monte Alegre, Guareí, São Miguel Arcanjo, Sarapuí, Paranapanema.
IRJEL de Itapeva - Itapeva, Apiaí, Barão de Antonina, Barra do Chapéu, Bom Sucesso de Itararé, Buri, Capão Bonito, Guapiara, Itaberá, Itaoca, Itaporanga, Itapirapuã Paulista, Itararé, Nova Campina, Ribeira, Ribeirão Branco, Ribeirão Grande, Riversul, Taquarivaí.
IRJEL de Tatuí - Tatuí, Bofete, Boituva, Cesário Lange, Capela do Alto, Iperó, Porangaba, Quadra.
IRJEL de Tietê - Tietê, Cerquilho, Conchas, Jumirim, Laranjal Paulista, Pereiras, Porto Feliz, Rafard.
IRJEL de Registro - Registro, Barra do Turvo, Cajati, Cananeia, Eldorado, Iguape, Ilha Comprida, Iporanga, Jacupiranga, Juquiá, Miracatu, Pariquera-Açu, Sete Barras.
IRJEL de Jundiaí - Jundiaí, Campo Limpo Paulista, Itupeva, Jarinu, Louveira, Morungaba, Várzea Paulista.